# Hush Rush
Hush Rush es el EP debut de la cantante surcoreana Chaeyeon. El EP fue lanzado por WM Entertainment el 12 de octubre de 2022, y contiene cuatro canciones, incluyendo el sencillo principal del mismo nombre.

## Antecedentes y lanzamiento
El 15 de septiembre de 2022, WM Entertainment anunció que Chaeyeon, exmiembro de Iz*One, debutaría como solista en octubre de 2022. El 29 de septiembre, se anunció que Chaeyeon lanzaría su primer miniálbum titulado Hush Rush el 12 de octubre. El 5 de octubre, la lista de canciones fue publicada con «Hush Rush» como sencillo principal. Seis días más tarde, se publicó el vídeo de samples. El EP se publicó junto con el vídeo musical de «Hush Rush» el 12 de octubre.

## Composición
Hush Rush consta de cuatro canciones. El sencillo principal se describió como una canción dance pop «emotiva» con una letra que habla de «sentir la mayor libertad en el escenario como un vampiro que se despierta y baila libremente bajo la luz de la luna y se enamora de ese yo». El segundo tema, «Danny», se describió como una canción synth-pop de «ambiente ochentero» con una letra sobre «la comparación de la relación de los fanes con sus ídolos durante mucho tiempo con una pareja duradera». La tercera canción, «Aquamarine», se describió como una canción dance groovy caracterizado por varios instrumentales. El último tema, «Same But Different», se describió como una canción de dance.

## Éxito comercial y promoción
Hush Rush debutó en la décima posición de Circle Album Chart.
Antes del lanzamiento de Hush Rush, Chaeyeon celebró un evento en directo para presentar el EP y su canción, y para comunicarse con sus fanáticos.

## Lista de canciones
| Hush Rush |                      |                                                            |                                                                                         |          |  |
| N.º       | Título               | Letras                                                     | Música                                                                                  | Duración |  |
| 1.        | «Hush Rush»          | Jo Yoon-kyung                                              | Dem Jointz, Ryan S. Jhun, Cristina Gallo                                                | 3:27     |  |
| 2.        | «Danny»              | Anne (Anne Story Company), Jeon Yu-li (Anne Story Company) | Ryan S. Jhun, Celine Svanbäck, Jeppe London Bilsby, Daniel Schulz, Daniel Salcedo Mirza | 3:07     |  |
| 3.        | «Aquamarine»         | Anne (Anne Story Company)                                  | Ryan S. Jhun, Gustav Nyström, Isabelle Z.                                               | 3:09     |  |
| 4.        | «Same But Different» | Seo Ji-eum                                                 | Ryan S. Jhun, Anton Rundberg, Julia Karlsson, Kristin Carpenter                         | 2:04     |  |
| 11:44     |                      |                                                            |                                                                                         |          |  |

## Posicionamiento en listas

### Lista semanal
| Lista (2022)           | Mejor posición |
| ---------------------- | -------------- |
| Corea del Sur (Circle) | 10             |

### Lista mensual
| Lista (2022)           | Mejor posición |
| ---------------------- | -------------- |
| Corea del Sur (Circle) | 33             |

## Ventas
| Región        | Ventas |
| ------------- | ------ |
| Corea del Sur | 36 589 |